# Boundary Range
Boundary Range är ett bergsområde i Kanada och USA.  Det utgör en del av den större bergskedjan Boundary Ranges och ligger vid gränsen mellan provinsen British Columbia och delstaten Alaska. Toppen på Boundary Range är 1 572 meter över havet, eller 17 meter över den omgivande terrängen. Bredden vid basen är 0,53 km.
Terrängen runt Boundary Range är bergig åt nordväst, men åt sydost är den kuperad.Trakten runt Boundary Range är nära nog obefolkad, med mindre än två invånare per kvadratkilometer.. Det finns inga samhällen i närheten. 
Trakten runt Boundary Range är permanent täckt av is och snö.